# نهر بالسيماو
نهر بالسيماو هو نهر صغير ينبع بين سلسلة جبال سيرا دي مونتيمورو، ويمر عبر الوديان الضيقة قبل أن يصل إلى المدينة الكبرى لاميغو.